# Text Editor and Corrector
TECO (pronunciado /tee'koh/; originalmente un acrónimo para [paper] Tape Editor and COrrector, pero más tarde Text Editor and COrrector) es un editor de texto originalmente desarrollado en el MIT en la década de 1960, después de la cual fue modificado por «simplemente todos». 
Con todos los dialectos incluidos, TECO puede haber sido el editor más prolífico en uso antes del editor vi (más tarde incluido en muchos sistemas Unix), y antes del editor Emacs, del cual TECO fue un ancestro directo ('Emacs' originalmente proviene de  Editing MACroS funcionando en TECO).
Además de funcionar como un editor TECO es un completo lenguaje de programación. Cada letra del alfabeto puede representar una instrucción o una celda de memoria, por eso el código parece muy corto pero también críptico. Un ejemplo trivial para sumar los números desde 1 a 100 se escribiría 0uA0uB100<%A+qBuB$>qB=$$. El $ en esa secuencia de comandos se debe introducir con el teclado como escape (Esc), que es un delimitador, la doble Esc inicia el programa.

## Plataformas
TECO fue disponible en todas las plataformas PDP de la compañía Digital Equipment Corporation. Todavía es parte integrante de la distribución del sistema operativo OpenVMS de Hewlett-Packard como sucesor indirecto de Digital Equipment Corporation. También hay versiones para MS-DOS, Linux y Mac OS.